# 軍集団

NATOの軍集団を表す兵科記号。

軍集団（ぐんしゅうだん、英語: army group）とは、近代陸軍の編制の一つであり、部隊の規模を示す。2個以上の軍を束ねたものであり、さらに軍集団は複数束ねられて総軍（英: general army）あるいは戦域軍（英: army theater）となる。
呼び方は国や時代により差がある。アメリカ軍、イギリス軍、ドイツ国防軍などでは軍集団と呼ぶが、日本陸軍では方面軍、赤軍やポーランド軍では戦線と呼ばれた。また、自衛隊用語が“軍”の字がある事象を忌避するため、陸上自衛隊には存在しない。

## ドイツの軍集団
第一次世界大戦において、オーストリア＝ハンガリー帝国軍及びオスマン帝国軍、ブルガリア王国軍との共同戦線を張るべくドイツ帝国軍では以下の軍集団が編成された。(なお各軍集団の命名は司令官にちなんだものであり、司令官の人事交代によって変化していく)
東部戦線
- 「マッケンゼン軍集団」 司令官：アウグスト・フォン・マッケンゼン（ルーマニア占領後は総督に就任）
  - マッケンゼン軍集団(ポーランド)（1915年4月22日-1915年9月8日）
    - リンシンゲン軍集団（1915年9月8日-1918年3月31日） 司令官：アレクサンダー・フォン・リンシンゲン
    - アイヒホルン・キエフ軍集団（1918年3月31日-1918年4月30日） 司令官：ヘルマン・フォン・アイヒホルン
    - アイヒホルン軍集団（1918年4月30日-1918年7月31日） 司令官：同上
    - キエフ軍集団（1918年7月31日-1919年2月3日） 司令官：ギュンター・フォン・キルヒバッハ（アイヒホルン暗殺により就任、リガ軍集団を編入）

  - マッケンゼン軍集団(セルビア)（1915年9月18日-1916年7月30日）
    - ベロウ軍集団（1916年10月11日-1917年4月21日） 司令官：オットー・フォン・ベロウ
    - ショルツ軍集団（1917年4月23日-1918年10月6日） 司令官：フリードリヒ・フォン・ショルツ

  - マッケンゼン軍集団(ルーマニア)（1916年8月28日-1918年5月7日）
- ヒンデンブルク軍集団（1915年8月5日-1916年7月30日）司令官：パウル・フォン・ヒンデンブルク
  - アイヒホルン軍集団（1916年7月30日-1918年3月31日） 司令官：ヘルマン・フォン・アイヒホルン（上述のアイヒホルン・キエフ軍集団と統合）
  - リガ軍集団（1918年4月30日-1918年7月31日） 司令官：同上（上述のキエフ軍集団に統合）

西部戦線
- バイエルン王子レオポルド軍集団（1915年8月5日-1916年8月29日） 司令官：レオポルト・フォン・バイエルン
  - ヴォイルシュ軍集団（1916年8月29日-1917年12月15日）司令官：レームス・フォン・ヴォイルシュ
- ガルウィッツ軍集団（1916年7月19日-1916年8月28日）司令官：マックス・フォン・ガルヴィッツ
  - バイエルン王太子ループレヒト軍集団(A軍集団)（1916年8月28日-1918年11月11日）司令官：ループレヒト・フォン・バイエルン
- ドイツ皇太子軍集団(B軍集団)（1915年8月1日-1918年11月11日）司令官：ヴィルヘルム・フォン・プロイセン
- ガルウィッツ軍集団(C軍集団)（1918年2月1日-1918年11月11日）司令官：マックス・フォン・ガルヴィッツ
- ヴュルテンベルク公爵アルブレヒト軍集団(D軍集団)（1917年3月7日-1918年11月11日）司令官：アルブレヒト・フォン・ヴュルテンベルク
- ベーン軍集団（1918年8月12日 - 1918年10月8日）司令官：マックス・フォン ベーン

中東戦線
- イルディリム軍集団(F軍集団)（1917年7月-1918年11月7日） 司令官：エーリッヒ・フォン・ファルケンハイン（1918年2月にオットー・リーマン・フォン・ザンデルスと交代）

第二次世界大戦における軍集団の編成は「第二次世界大戦中のドイツ軍の編成」を参照

## アメリカおよび連合軍の軍集団
第一次世界大戦においては、フランス軍が以下の5個軍集団の編成を行っている
- 北方軍集団(Groupe d'armées du Nord)（フランス語版）
  - フェルディナン・フォッシュ（1914年10月4日-1916年12月27日）
  - ルイ・フランシェ・デスペレー（英語版）（1916年12月27日-1918年6月10日）
  - ポール・メーストル（フランス語版）（1918年6月10日-1918年11月11日）
- 中央軍集団(Groupe d'armées du Centre)（フランス語版）
  - エドゥアール・ド・カステルノー（フランス語版）（1915年6月22日-1915年12月15日）
  - フェルナンド・ラングル・ド・カリー（フランス語版）（1915年12月12日-1916年5月2日）
  - フィリップ・ペタン（1916年5月2日-1917年5月4日）
  - エミール・ファヨール（フランス語版）（1917年5月4日-1917年12月1日）
- 東方軍集団(Groupe d'armées de l'Est)（フランス語版）
  - オーギュスト・デュバイユ（フランス語版）（1915年1月5日-1916年3月31日）
  - ルイ・フランシェ・デスペレー（英語版）（1916年3月31日-1916年12月27日）
  - エドゥアール・ド・カステルノー（フランス語版）（1916年12月27日-1917年1月21日）
  - フェルディナン・フォッシュ（1917年1月21日- 1917年3月31日）
  - エドゥアール・ド・カステルノー（フランス語版）（1917年3月31日-1918年11月11日）
- 予備軍集団(Groupe d'armées de Réserve ou de Rupture)
  - ジョゼフ・アルフレッド・ミッチェラー（フランス語版）（1917年1月- 1917年5月8日）
  - エミール・ファヨール（フランス語版）（1918年2月23日-1918年11月11日）
- フランダース軍集団(Groupe d'armées des Flandres) - ベルギー軍残存兵力及び英仏軍で構成
  - アルベール1世（1918年2月23日-1918年11月11日）

これにイギリス遠征軍(British Expeditionary Force)が指揮下に加えられた
第二次世界大戦中の1940年、ナチス・ドイツのフランス侵攻に備えて北東作戦戦域に3個軍集団 (6月に第4軍集団が追加され4個軍集団) が組織された。
- 第1軍集団（フランス語版）
- 第2軍集団（フランス語版）
- 第3軍集団（フランス語版）
- 第4軍集団（フランス語版）

1944年、連合軍はヨーロッパ反攻をにらみ、イギリスで下記の4個軍集団の編成を行っている。
- 第21軍集団（英語版） - 北フランスからイギリス海峡沿いにベルギー、オランダ方面を担当。司令官：バーナード・モントゴメリー元帥（イギリス陸軍）
- 第12軍集団（英語版） - フランス北部からライン川沿岸、ルール方面を担当。司令官：オマール・ブラッドレー大将（アメリカ陸軍）
- 第6軍集団（英語版） - 南フランスからアルザス方面を担当。司令官：ジェイコブ・L・ディヴァース中将（アメリカ陸軍）
- 第15軍集団（英語版） - イタリア方面担当。司令官：マーク・W・クラーク大将（アメリカ陸軍）

## NATO

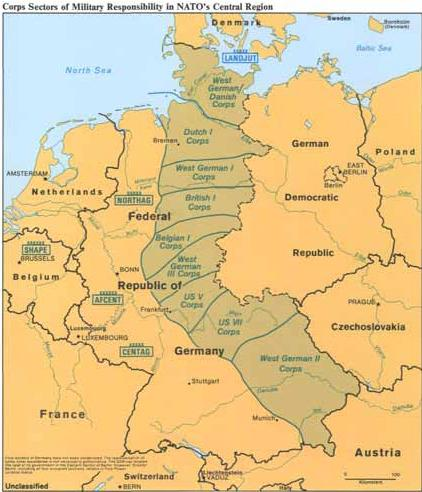
NATO中央地域の各軍団管区

冷戦期の北大西洋条約機構軍では、中央地域 (ドイツ連邦共和国の大部分) の陸軍は、2個軍集団に分けられていた。各軍集団は中央欧州連合軍の指揮下で空軍部隊と共にワルシャワ条約機構軍の侵攻に対する西ドイツの防衛に責任を負っていた。軍集団司令官の平時における権限は限られており、訓練、教義、兵站、交戦規則などについてはNATOではなくそれぞれの国家が責任を負っていた。
各軍集団はそれぞれ4個軍団から成っていたため、大戦期の基準では地理的な責任範囲においては軍集団規模であったが、部隊規模的には軍相当であった。

### 北部軍集団
北部軍集団（NORTHAG）はエルベ川以南の西ドイツ北部国境地帯を担当し、北から南にかけて、オランダ第1軍団（I（NE）軍団）、西ドイツ第1軍団（I（GE）軍団）、イギリス第1軍団（I（BR）軍団）、ベルギー第1軍団（I（BE）軍団）で構成されていた。指揮官はイギリス陸軍ライン軍団の司令官が務めた。

### 中央軍集団
中央軍集団（CENTAG）は西ドイツ南部国境地帯を担当し、北から南にかけて、西ドイツ第3軍団（III（GE）軍団）、アメリカ第5軍団（V (US) 軍団）、アメリカ第7軍団（VII (US) 軍団）、ドイツ第2軍団（II (GE) 軍団）で構成されていた。指揮官はアメリカ第7軍司令官（1966年12月1日以降はアメリカ欧州陸軍司令官を兼任）が務めた。

### 廃止
1991年11月、NATO首脳はローマで開催されたNATOサミットで、「新戦略コンセプト」を採択した。これはとりわけ軍と統合指揮双方の構造に根本的な変化をもたらした。1993年6月より軍集団は相次いで廃止され、1993年7月1日にハイデルベルクで発足した中央欧州連合陸軍（LANDCENT）に改編された。